# セルゲイ・グセフ

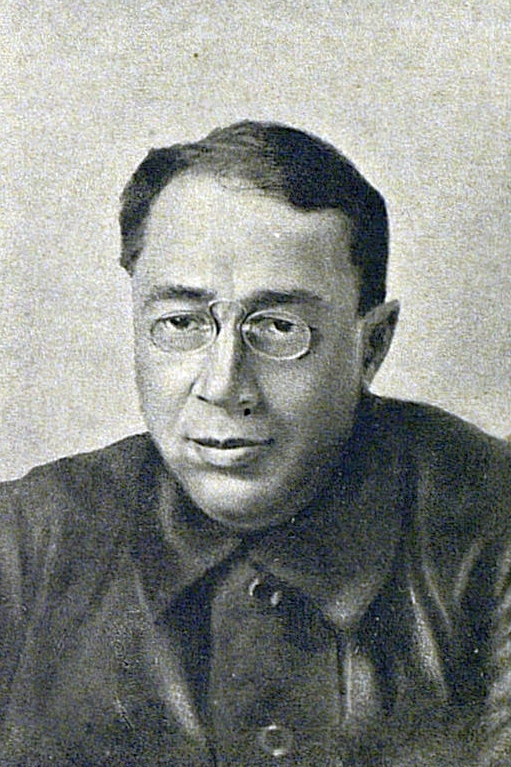
1905年のグセフ

セルゲイ・イワノヴィチ・グセフ（ロシア語: Сергей Иванович Гусев1874年1月1日 - 1933年6月10日）は、ソ連共産党の活動家。本名は、ヤコフ・ダビドヴィチ・ドラブキン（Яков Давидович Драбкин）。
リャザン県サポジョクの教員の家庭に生まれる。1896年からペテルブルク技術大学に入り、労働者階級解放闘争連盟、後にロシア社会民主労働党に入党する。
1899年からロストフ・ナ・ドヌで党の活動を行う。1904年12月～1905年5月、ロシア社会民主労働党ペテルブルク委員会書記、ボリシェヴィキ委員会局員。1905年の革命に参加。その後、党オデッサ委員会書記となり、1906年からモスクワ・ジェレズノドロージュヌイ地区党組織官。
1917年の十月革命時、ペトログラード軍事革命委員会書記局を率いる。1918年2月～3月、ペトログラード革命防衛委員会書記、後に北部コミューン総務局長となり、グリゴリー・ジノヴィエフの側近となる。1918年9月～12月、第2軍革命軍事会議議員、1918年12月～1919年6月、東部戦線革命軍事会議議員。1919年6月～12月、モスクワ防衛戦区司令官、共和国革命軍事会議野戦本部軍事委員。1919年6月～12月、1921年5月～1923年8月、共和国革命軍事会議議員。1919年7月～12月、ソ連の軍事諜報機関がグセフ直属となる。1919年12月～1920年1月、各戦線の革命軍事会議議員となる。
1920年～1923年、全連邦共産党（ボリシェヴィキ党）中央委員会委員候補。1921年1月～1922年2月、共和国革命軍事会議政治局長兼党中央委員会トルケスタン局議長。赤軍での軍事専門官の利用に反対し、レフ・トロツキーと紛争を起こし、政治局長から更迭された。自らを軍事の専門家であると考え、ミハイル・フルンゼと組み、「プロレタリアート軍事ドクトリン」を作り上げようとしたが、トロツキーにより反駁された。
1923年～1925年、党中央監督委員会書記、ソ連労農監察人民委員部参事。1923年から党中央監督委員会委員、1923年～1927年、同幹部会議員。その外、ソ連革命軍事会議附属世界大戦・内戦経験研究戦史委員会を率いた。1925年～1926年、党中央委員会出版課主任。1928年からコミンテルン中欧書記局長。1929年からコミンテルン執行委員会幹部会議員。
遺体はクレムリンの壁墓所に埋葬された。